# نهاش إهرنبرغي
نهاش إهرنبرغي (الاسم العلمي: Lutjanus ehrenbergii) (بالإنجليزية: Blackspot snapper)‏ هو نوع من الأسماك يتبع جنس النهاش من الفصيلة النهاشية.